# 則武村

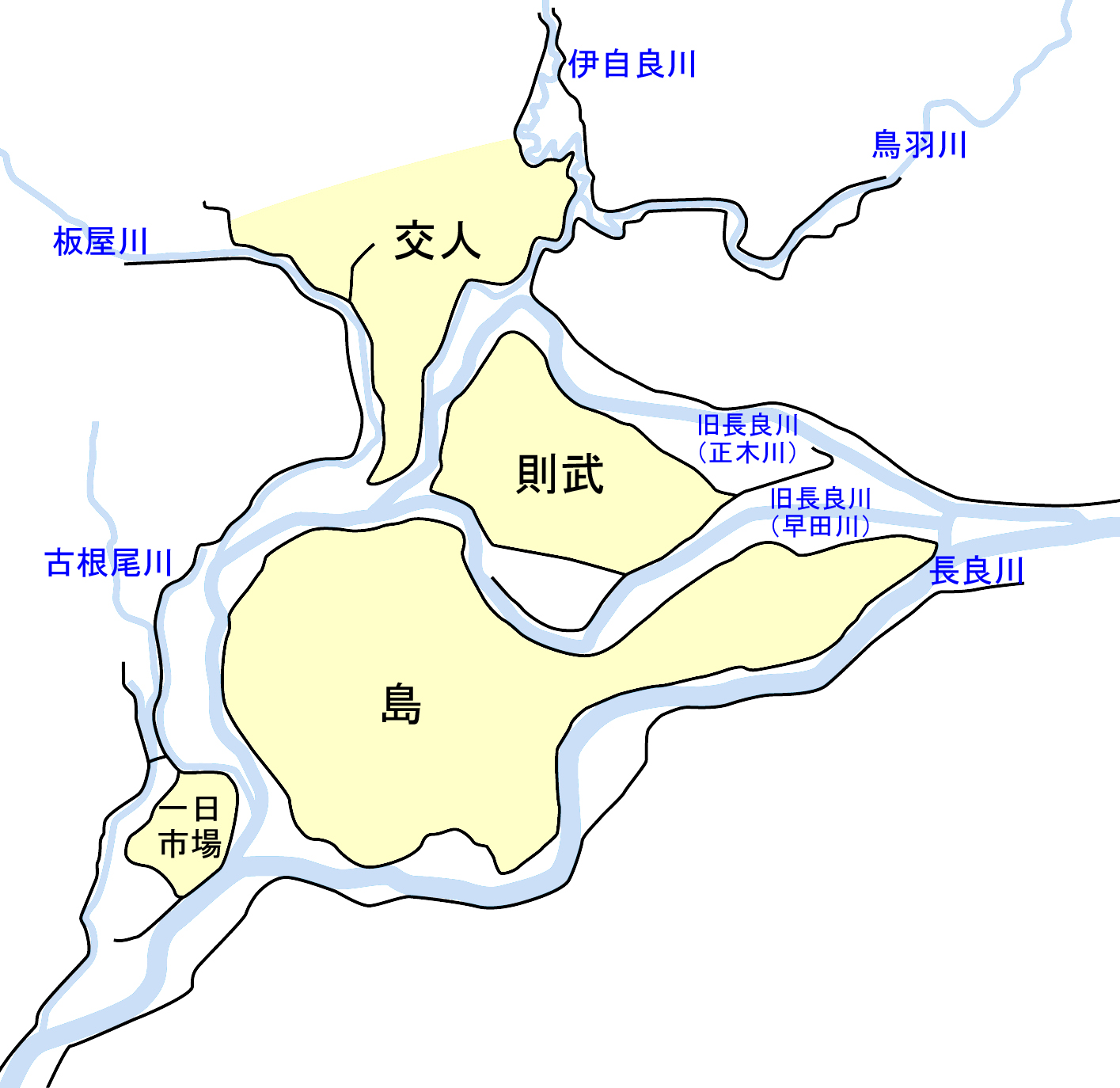
長良川改修以前の長良川分岐点付近の河川と輪中の分布。則武村は則武輪中内に位置した。

則武村（のりたけむら）は、かつて岐阜県稲葉郡に存在した村である。
現在の岐阜市則武、則武中、則武西に該当する。
かつては3つに分かれて流れた長良川のうち、早田川の位置を流れた分派川と、正木川の位置を流れた分派川に挟まれた島であったが、1933年（昭和8年）からの長良川改修工事で2つの分派川は締め切られている。改修工事以前は2つの分派川と伊自良川に囲まれた島であり、輪中（則武輪中）が形成されていた。
水はけが良く、粒子の細かい適度に砂の混ざった土壌であるから、古くから大根や守口大根など栽培が盛んな地域であり、現在も守口大根、枝豆の産地である。

## 歴史
- 江戸時代末期、この地域は美濃国方県郡に属し、天領であった。
- 1889年（明治22年）7月1日 - 町村制により則武村が成立。
- 1897年（明治30年）4月1日[1] - 厚見郡、各務郡、方県郡の一部が合併して稲葉郡となる。則武村は稲葉郡に属する。
- 1940年（昭和15年）2月11日 - 岐阜市に編入される。

## 学校
- 則武尋常高等小学校 （現・岐阜市立則武小学校）

## 神社・仏閣
- 日吉神社